# Weiyang
Weiyang léase Uéi-Yang (en chino:未央区, pinyin:Wèiyāng qū) es un distrito urbano bajo la administración directa de la subprovincia de Xi'an. Se ubica al sureste de la provincia de Shaanxi, este de la República Popular China. Su área es de 262 km² y su población total para 2015 fue +800 mil habitantes.

## Administración
El distrito de Weiyang se divide en 12 pueblos que se administran en subdistritos.